# Taxigramma pseudaperta
Taxigramma pseudaperta är en tvåvingeart som beskrevs av Seguy 1941. Taxigramma pseudaperta ingår i släktet Taxigramma och familjen köttflugor.
Artens utbredningsområde är Frankrike. Inga underarter finns listade i Catalogue of Life.